# Énipée
Énipée (en latin Enipeus, en grec ancien : Ενιπεύς), est un dieu-fleuve de l'ancienne Thessalie.

## Description
Il sortait du mont Othrys, recevait l'Apidanus à Pharsale avant de se jeter dans le Pénée. Il s'agit vraisemblablement de l'actuel Enipeas (nl).

## Légende
Aimé de Tyro, fille de Salmonée et d'Alcidicé, Neptune en prit la forme pour séduire Tyro qui en a les jumeaux Pélias et Nélée.

Pour Ovide, Neptune trompa en réalité Iphimédie sous ce déguisement et de cette union naquirent Otus et Éphialtès. On trouve une mention du fleuve dans Hygin, Fables: 
« Thrax, urbe fleuiaque, quae est in Olympo monte ad flumen Enipeum »